# جورج ستانلي وايت
جورج ستانلي وايت (بالإنجليزية: George Stanley White)‏ هو سياسي كندي، ولد في 17 نوفمبر 1897، وتوفي في 6 يناير 1977. حزبياً، نشط في الحزب الكندي التقدمي المحافظ. وقد انتخب رئيس مجلس الشيوخ ‏ (24 سبتمبر 1962 – 26 أبريل 1963) وانتخب عضو مجلس الشيوخ الكندي وانتخب عضو مجلس العموم الكندي.